# Vafþrúðnir
Vafþrúðnir (altnordisch „der kräftig Verwickelnde“), auch Vafthrudnir, ist in der nordischen Mythologie der Name eines weisen Riesen.
Der Riese gehört nicht zur Volksmythologie, sondern ist eine Schöpfung des Dichters der Vafþrúðnismál (Wafthrudnirlied). In diesem Lied treten Wafthrudnir und Odin in einem Wissenswettstreit gegeneinander an. Am Ende unterliegt der Riese Odin, da er dessen letzte Frage nicht beantworten kann. Die nicht beantwortbare Frage, was Odin seinem toten Sohn Balder ins Ohr flüsterte, bevor er auf den Scheiterhaufen gelegt wurde, kostet den Riesen das Leben.